# Dasyvalgus tristis
Dasyvalgus tristis är en skalbaggsart som beskrevs av Raffaello Gestro 1891. Dasyvalgus tristis ingår i släktet Dasyvalgus och familjen Cetoniidae. Inga underarter finns listade i Catalogue of Life.